# Garnotia sechellensis
Garnotia sechellensis är en gräsart som beskrevs av Charles Edward Hubbard och Victor Samuel Summerhayes. Garnotia sechellensis ingår i släktet Garnotia och familjen gräs. IUCN kategoriserar arten globalt som akut hotad.
Artens utbredningsområde är Seychellerna. Inga underarter finns listade i Catalogue of Life.